# Lord Killer
Pour les articles homonymes, voir Killer.
Lord Killer, de son vrai nom André Passé, né à Port-au-Prince le 14 juillet 1978, est un réalisateur et producteur parisien des compilations Hip Hop Vibes.

## Biographie

### Producteur précoce
Son histoire commence en 1991 lorsqu'il fonda son premier groupe : «  FDP » (Fuck Da Police). A 15 ans, il était déjà animateur d’une émission musicale : « Hip Hop Vibes Show », plus tard organisateur des soirées « Mardi du groove ». Et à  partir de 1995, il décide de devenir producteur en utilisant son label associatif « Hip Hop Vibes ». Ainsi, à 17 ans, il était connu pour être le plus jeune producteur du rap français indépendant. Il a déniché plusieurs talents comme : 113 Clan, Dontcha, Mr R, 3 Coups, Ménage à 3, Le Délit, ReskP, Larsen, DJ Kost? et PNP. 
« Feat » est son premier album. Il l'a réalisé avec la collaboration de Ménélik, KDD, Soprano et a inventé un style dans le rap : le concept d’album duo. Plus de 40 000 exemplaires de cet album ont été écoulés. Depuis 2001, il s'est tourné vers la réalisation de vidéos et a créé sa propre structure de prestations audiovisuelles : « KAYCI IMAGE »,.

## Sources et références
1. ↑  Grice, « Lord Killer “Le Rap a fait disparaitre la variété Française maintenant on l’appelle Pop Urbain” » (consulté le 29 juillet 2021)
2. ↑  Black Swing, « Lord Killer – Hip-Hop Vibes-Nouveau Châpitre », sur Radio Laser - Média citoyen de proximité (consulté le 29 juillet 2021)
3. ↑  judelin, « LORD KILLER UN PRODUCTEUR PRÉCOCE - THE TALENT IN YOU » (consulté le 29 juillet 2021)
4. ↑  « LORD KILLER UN PRODUCTEUR PRÉCOCE », sur haitipeoplemagazine (consulté le 29 juillet 2021)